# Ozarba consternans
Ozarba consternans är en fjärilsart som beskrevs av Hayes 1975. Ozarba consternans ingår i släktet Ozarba och familjen nattflyn. Inga underarter finns listade i Catalogue of Life.